# كورت جونسون
كورت جونسون (بالإنجليزية: Kurt Johnson)‏ هو سائق سباق أمريكي، ولد في 23 مارس 1963.